# Liste der Abgeordneten zum Galizischen Landtag (IV. Wahlperiode)
Diese Liste der Abgeordneten zum Galizischen Landtag (IV. Wahlperiode) listet alle Abgeordneten zum Galizischen Landtag des Kronlandes Galizien und Lodomerien in der IV. Wahlperiode auf. Die Wahlperiode reichte von 1877 bis 1882.

## Sessionen
Die IV. Wahlperiode umfasste fünf Sessionen:
- I. Session: vom 8. August 1877 bis zum 30. August 1877
- II. Session: vom 12. September 1878 bis zum 19. Oktober 1878
- III. Session: vom 8. Juni 1880 bis zum 24. Juli 1880
- IV. Session: vom 14. September 1881 bis zum 24. Oktober 1881
- V. Session vom 3. September 1882 bis zum 21. Oktober 1882

## Landtagsabgeordnete
Die Tabelle enthält im Einzelnen folgende Informationen:
| Name:        | Name des Abgeordneten |
| Wahlklasse:  | Die dem Klassenwahlrecht entsprechende Wahlklasse bzw. Kurie: I. Wahlklasse = Virilstimme (Bischöfe und Rektoren); II: Adelige des Großen Grundbesitzes; III: Handels- und Gewerbekammer; IV: Zensuswahlklasse unterteilt nach Städten/Orten bzw. Landgemeinden; |
| Region:      | Die im Wahlbezirk enthaltenen Städte bzw. Gerichtsbezirke (Landgemeindewahlbezirke) |
| Anmerkungen: | Veränderungen während der Periode durch Tod, Mandatsverzicht oder spätere Angelobung |

| Name                             | Wahlklasse                 | Region                                          | Anmerkung |
| -------------------------------- | -------------------------- | ----------------------------------------------- | --- |
| Abrahamowicz Dawid               | Großgrundbesitz            | 15. Wahlkreis Kolomyia                          | |
| Badeni Józef                     | Großgrundbesitz            | 12. Wahlkreis Rzeszów                           | 1778 verstorben |
| Badeni Władyslaw                 | Städte                     | 7. Wahlkreis Jaroslaw                           | |
| Bartmański Oswald                | Landgemeinden              | 17. Wahlkreis Jaworów, Krakowiec                | |
| Baum Józef                       | Landgemeinden              | 72. Wahlkreis Kenty, Biala, Oświęcim            | |
| Bieliński Stanislaw              | Landgemeinden              | 24. Wahlkreis Sanok, Rymanów, Bukowsko          | |
| Brzozowski Walery                | Großgrundbesitz            | 6. Wahlkreis Tarnów                             | schied um 1879 aus |
| Buchwald Feliks                  | Landgemeinden              | 27. Wahlkreis Dubiecko, Brzozów                 | wurde am 24. Mai 1887 als Nachfolger von Wojciech Stępek gewählt                                                                     |
| Buszyński Ludwik                 | Landgemeinden              | 13. Wahlkreis Kosów, Kuty                       | schied vorzeitig aus |
| Chełmecki Jan                    | Landgemeinden              | 66. Wahlkreis Tamów, Tuchów                     | |
| Chrzanowski Leon                 | Städte                     | 2. Wahlkreis Krakau                             | |
| Czajkowski Alfons                | Großgrundbesitz            | 2. Wahlkreis Brzeziny                           | |
| Czajkowski Jan                   | Großgrundbesitz            | 10. Wahlkreis Żółkiew                           | |
| Czajkowski Hipolit               | Landgemeinden              | 4. Wahlkreis Bóbrka, Chodorów                   | |
| Czartoryski Jerzy                | Großgrundbesitz            | 3. Wahlkreis Przemyśl                           | |
| Czerkawski Euzebiusz             | Städte/Virilstimme         | 1. Wahlkreis Lemberg                            | im Jahr 1877 auch Virilstimme als Rektor der Universität Lemberg                                                                     |
| Dobrzyński Alfred                | Landgemeinden              | 63. Wahlkreis Stary Sącz, Krynica               | |
| Dunajewski Albin                 | Virilstimme                | Bischof von Krakau                              | ab 1880 |
| Dunajewski Julian                | Städte / Virilstimme       | 10. Wahlkreis Nowy Sącz                         | im Jahr 1880 auch Virilstimme der Jagiellonen-Universität                                                                            |
| Dydyński Marian                  | Landgemeinden              | 53. Wahlkreis Wieliczka, Podgórze, Dobczyce     | |
| Dzieduszycki Włodzimierz         | Großgrundbesitz            | 4. Wahlkreis Złoczów                            | legte sein Mandat nieder |
| Dzieduszycki Maurycy             | Großgrundbesitz            | 13. Wahlkreis Stryj                             | 1877 verstorben |
| Dzieduszycki Tadeusz             | Landgemeinden              | 7. Wahlkreis Zaleszczyki, Tłuste                | |
| Dzieduszycki Wojciech            | Großgrundbesitz            | 14. Wahlkreis Stanisławów                       | |
| Fedorowicz Mikołaj               | Landgemeinden              | 56. Wahlkreis Dukla, Krosno, Żmigród            | am 17. März 1881 als Nachfolger von Jędrzej Rydzowski gewählt                                                                        |
| Fruchtmann Filip                 | Städte                     | 14. Wahlkreis Stryj                             | |
| Gałecki Antoni Junosza           | Virilstimme                | Titularbischof von Amathus                      | bis 1880 |
| Garbaczyński Piotr               | Landgemeinden              | 69. Wahlkreis Ropczyce, Kolbuszowa              | |
| Gedel Franciszek                 | Landgemeinden              | 64. Wahlkreis Nowy Targ, Krościenko             | |
| Głogowski Artur                  | Großgrundbesitz            | 10. Wahlkreis Żółkiew                           | |
| Goldmann Bernhard                | Städte                     | 1. Wahlkreis Lemberg                            | |
| Golejewski Antoni                | Großgrundbesitz            | 15. Wahlkreis Kolomyia                          | |
| Gorayski August                  | Großgrundbesitz            | 8. Wahlkreis Sanok                              | |
| Grocholski Kazimierz             | Landgemeinden              | 38. Wahlkreis Skałat, Grzymałów                 | |
| Gross Piotr                      | Großgrundbesitz            | 9. Wahlkreis Sambor                             | trat am 19. Oktober 1878 zurück, wurde aber am 2. Dezember 1878 wiedergewählt                                                        |
| Haller-Hallenburg Cezary         | Großgrundbesitz            | 1. Wahlkreis Krakau                             | |
| Hausner Otton                    | Handels- und Gewerbekammer | Brody                                           | trat am 19. Oktober 1878 zurück, am 2. Dezember 1878 wiedergewählt, am 28. September 1881 erneut zurückgetreten                      |
| Hirschler Józef                  | Virilstimme                | römisch-katholischer Bischof von Przemyśl       | bis 1882 |
| Hoppen Apolinary                 | Landgemeinden              | 34. Wahlkreis Dolina, Bolechów, Rożniatów       | |
| Hoszard Franciszek               | Landgemeinden              | 51. Wahlkreis Bochnia, Niepołomice, Wiśnicz     | |
| Janko Henryk                     | Landgemeinden              | 22. Wahlkreis Rudki, Komarno                    | |
| Janowski Ambroży                 | Landgemeinden              | 48. Wahlkreis Rawa, Niemirów:                   | |
| Jasienicki Paweł                 | Landgemeinden              | 20. Wahlkreis Turka, Borynia                    | verstarb während einer Sitzung |
| Jasiński Józef                   | Großgrundbesitz            | 8. Wahlkreis Sanok                              | |
| Jasiński Aleksander              | Städte                     | 1. Wahlkreis Lemberg                            | |
| Jasiński Franciszek              | Städte                     | 15. Wahlkreis Kołomyja                          | |
| Jaworski Apolinary               | Großgrundbesitz            | 4. Wahlkreis Złoczów                            | |
| Jędrzejowicz Edward              | Landgemeinden              | 58. Wahlkreis Łańcut, Przeworsk                 | |
| Jocz Jan                         | Landgemeinden              | 8. Wahlkreis Borszczów, Mielnica                | |
| Kaczała Stefan                   | Landgemeinden              | 39. Wahlkreis Zbaraż, Medyń                     | |
| Kamiński Ignacy                  | Städte                     | 4. Wahlkreis Stanisławów                        | |
| Kieszkowski Henryk               | Großgrundbesitz            | 12. Wahlkreis Rzeszów                           | am 5. November 1878 als Nachfolger von Józef Badeni gewählt. Schied etwa 1881 aus                                                    |
| Kitrys Jan                       | Landgemeinden              | 52. Wahlkreis Brzesko, Radłów, Wojnicz          | |
| Konopka Józef                    | Großgrundbesitz            | 1. Wahlkreis Krakau                             | schied etwa 1879 aus |
| Korytowski Julian                | Landgemeinden              | 37. Wahlkreis TarnopolIhrowice, Mikulińce       | |
| Korzyński Michał                 | Landgemeinden              | 14. Wahlkreis Śniatyn, Zabłotów                 | |
| Kowalski Bazyli                  | Landgemeinden              | 36. Wahlkreis Mikołajów, Żurawno                | |
| Kowalski Tomasz                  | Landgemeinden              | 59. Wahlkreis Leżajsk, Sokołów, Ulanów          | ersetzte Alfred Potockiego |
| Koziebrodzki Władysław           | Großgrundbesitz            | 6. Wahlkreis Tarnów                             | wurde am 26. Jänner 1877 gewählt, da Zygmunt Sawczynski ein Mandat in einem anderen wahlkreis annahm                                 |
| Koziebrodzki Szczęsny            | Großgrundbesitz            | 7. Wahlkreis Ternopil                           | |
| Krasicki Józef                   | Landgemeinden              | 43. Wahlkreis Busk, Kamionka Strumiłowa, Olesko | |
| Krukowiecki Aleksander           | Landgemeinden              | 15. Wahlkreis Przemyśl, Niżankowice             | |
| Krzeczunowicz Kornel             | Landgemeinden              | 1. Wahlkreis Lemberg, Winniki, Szczerzec        | verstarb 1881 |
| Kuczkowski Eugeniusz             | Landgemeinden              | 11. Wahlkreis Kolomyja, Gwoździec, Peczeniżyn   | |
| Kuczyński Ludwik Stefan          | Virilstimme                | Jagiellonen-Universität                         | im Jahr 1882 |
| Kułaczkowski Dionizy             | Landgemeinden              | 45. Wahlkreis Żółkiew, Kulików, Mosty Wielkie   | |
| Kulczycki Jakub                  | Landgemeinden              | 35. Wahlkreis Kałusz, Wojniłów                  | starb 1879 |
| Kupczyński Piotr                 | Landgemeinden              | 42. Wahlkreis Łopatyn, Brody, Radziechów        | |
| Łazarski Józef                   | Landgemeinden              | 74. Wahlkreis Żywiec, Ślemień, Milówka          | |
| Lazarus Maurycy                  | Handels- und Gewerbekammer | Lemberg                                         | trat am 19. September 1878 zurück |
| Lenartowicz Michal               | Landgemeinden              | 12. Wahlkreis Horodenka, Obertyn                | |
| Liske Ksawery                    | Virilstimme                | Rektor der Universität Lemberg                  | im Jahr 1880 |
| Lityński Michal                  | Landgemeinden              | 23. Wahlkreis Łąka, Medenice                    | |
| Łoś Bronisław                    | Landgemeinden              | 28. Wahlkreis Stanisławów, Halicz               | starb 1880 |
| Łukasiewicz Aleksander           | Landgemeinden              | 29. Wahlkreis Bohorodczany, Sołotwina           | |
| Łukasiewicz Ignacy               | Landgemeinden              | 57. Wahlkreis Rzeszów, Głogów                   | starb 1882 |
| Madeyski Marceli                 | Landgemeinden              | 3. Wahlkreis Brzeżany, Przemyśl                 | als Ersatz für Alfred Potocki gewählt, der das Mandat nicht annahm                                                                   |
| Madurowicz-Jelita Maurycy        | Virilstimme                | Jagiellonen-Universität                         | im Jahr 1881 |
| Majer Józef                      | Städte                     | 2. Wahlkreis Krakau                             | |
| Małecki Antoni                   | Großgrundbesitz            | 9. Wahlkreis Sambor                             | |
| Mandyczewski Porfiry             | Landgemeinden              | 40. Wahlkreis Trembowla, Złotniki               | starb 1882 |
| Mandyczowski Kornel              | Landgemeinden              | 31. Wahlkreis Nadwórna, Delatyn                 | |
| Matkowski Stanisław              | Großgrundbesitz            | 14. Wahlkreis Stanisławów                       | |
| Max Henryk                       | Städte                     | 5. Wahlkreis Tarnopol                           | wurde nachgewählt, nachdem Eusebiusz Czerkawski ein Mandat in einem anderen wahlkreis annahm                                         |
| Męciński Józef                   | Landgemeinden              | 68. Wahlkreis Dębica, Pilzno                    | |
| Michałowski Józef                | Großgrundbesitz            | 1. Wahlkreis Krakau                             | am 3. April 1879 als Nachfolger von Józef Konopka gewählt                                                                            |
| Michałowski Roman                | Großgrundbesitz            | 6. Wahlkreis Tarnów                             | wurde am 10. Juni 1879 als Nachfolger von Walery Brzozowski gewählt                                                                  |
| Miliewski Alfred                 | Landgemeinden              | 49. Wahlkreis Kraków, Mogiła, Liszki, Skawina:  | |
| Mochnacki Ignacy                 | Großgrundbesitz            | 7. Wahlkreis Ternopil                           | |
| Mycielski Franciszek             | Landgemeinden              | 54. Wahlkreis Jasło, Brzostek, Frysztak         | |
| Nerunowicz Teofil                | Landgemeinden              | 1. Wahlkreis Lemberg, Winniki, Szczerzec        | wurde am 27. Mai 1881 als Nachfolger von Kornel Kzzeczunowicz gewählt                                                                |
| Ochrymowicz Ksenofon             | Landgemeinden              | 21. Wahlkreis Drohobycz, Podbuż                 | |
| Olejnik Piotr                    | Landgemeinden              | 44. Wahlkreis Załosce, Zborów                   | |
| Onyszkiewicz Mieczysław          | Landgemeinden              | 5. Wahlkreis Rohatyn, Bursztyn                  | |
| Paszkowski Franciszek            | Großgrundbesitz            | 1. Wahlkreis Krakau                             | |
| Piętak Leonard                   | Virilstimme                | Rektor der Universität Lemberg                  | im Jahr 1880/81 sowie 1882 |
| Pietruski Oktaw                  | Großgrundbesitz            | 13. Wahlkreis Stryj                             | |
| Piłat Tadeusz                    | Großgrundbesitz            | 4. Wahlkreis Złoczów                            | Nachfolger von Włodzimierz Dzieduszycki                                                                                              |
| Pławicki Feliks                  | Landgemeinden              | 65. Wahlkreis Limanowa, Skrzydlna               | |
| Podlewski Walerian               | Großgrundbesitz            | 5. Wahlkreis Czortków                           | |
| Polanowski Stanisław             | Großgrundbesitz            | 10. Wahlkreis Żółkiew                           | |
| Popiel Paweł                     | Großgrundbesitz            | 1. Wahlkreis Krakau                             | |
| Popiel Michal                    | Landgemeinden              | 19. Wahlkreis Sambor, Stare Miasto, Stara Sól   | |
| Potocki Alfred                   | Landgemeinden              | 6. Wahlkreis Podhajce, Kozowa                   | |
| Prus-Szumańczowski Ludwik        | Großgrundbesitz            | 1. Wahlkreis Krakau                             | |
| Pukalski Józef Alojzy            | Virilstimme                | römisch-katholischer Bischof von Tarnów         | |
| Raciborski Aleksander            | Großgrundbesitz            | 13. Wahlkreis Stryj                             | am 22. April 1877 als Nachfolger von Maurycy Dzieduszycki gewählt                                                                    |
| Radzikiewicz Aleksander          | Landgemeinden              | 33. Wahlkreis Stryj, Skole                      | |
| Rappaport Arnold                 | Handels- und Gewerbekammer | Krakau                                          | |
| Rey Mieczysław                   | Landgemeinden              | 71. Wahlkreis Wadowice, Kalwaria, Andrychów     | |
| Romanowicz Tadeusz               | Großgrundbesitz            | 16. Wahlkreis Lemberg                           | wurde am 22. April 1880 als Nachfolger von Russocki gewählt.Jego miejsce zajql 22 IV 1880 r.                                         |
| Romaszkan Grzegorz Józef         | Virilstimme                | armenisch-katholischer Erzbischof von Lemberg   | |
| Romer Gustaw                     | Großgrundbesitz            | 11. Wahlkreis Sadec                             | |
| Rosner Jan                       | Städte                     | 9. Wahlkreis Biała                              | |
| Rożankowski Longin               | Landgemeinden              | 46. Wahlkreis Bełz, Uhnów, Sokal:               | |
| Russocki Włodzimierz             | Großgrundbesitz            | 16. Wahlkreis Lemberg                           | schied etwa 1880 aus |
| Rydzowski Jędrzej                | Landgemeinden              | 55. Wahlkreis Gorlice, Biecz                    | starb 1881 |
| Sanguszko Eustachy               | Landgemeinden              | 67. Wahlkreis Dąbrowa, Żabno                    | |
| Sarnicki Klemens                 | Virilstimme                | Rektor der Universität Lemberg                  | im Jahr 1881 |
| Sawa Franciszek                  | Landgemeinden              | 32. Wahlkreis Tyśmienica, Tłumacz               | |
| Sawczyński Zygmunt               | Großgrundbesitz            | 3. Wahlkreis Przemyśl                           | |
| Scipio Karol                     | Großgrundbesitz            | 12. Wahlkreis Rzeszów                           | |
| Sembratowicz Józef               | Virilstimme                | griechisch-katholischer Erzbischof von Lemberg  | |
| Siemieński-Lewicki Wilhelm       | Landgemeinden              | 10. Wahlkreis Kopyczyńce, Husiatyn              | |
| Simon Edward                     | Handels- und Gewerbekammer | Lemberg                                         | als Nachfolger von Maurycy Lazarus gewählt                                                                                           |
| Skałkowski Tadeusz               | Großgrundbesitz            | 9. Wahlkreis Sambor                             | |
| Skrzyński Ludwik                 | Großgrundbesitz            | 12. Wahlkreis Rzeszów                           | wurde an Stelle von Zygmunt Sawczyński gewählt, der ein Mandat in einem anderen Wahlkreis annahm. Trat am 30. September 1878 zurück. |
| Słonecki Zenon                   | Großgrundbesitz            | 8. Wahlkreis Sanok                              | |
| Smarzewski Seweryn               | Großgrundbesitz            | 3. Wahlkreis Przemyśl                           | |
| Smolka Franciszek                | Städte                     | 1. Wahlkreis Lemberg                            | |
| Solecki Łukasz                   | Virilstimme                | römisch-katholischer Bischof von Przemyśl       | ab 1882 |
| Stadnicki Jan                    | Großgrundbesitz            | 6. Wahlkreis Tarnów                             | |
| Stadnicki Edward                 | Landgemeinden              | 18. Wahlkreis Mościska, Sądowa Wisznia          | |
| Stępek Wojciech                  | Landgemeinden              | 27. Wahlkreis Dubiecko, Brzozów                 | starb 1887 |
| Stupnicki Saturnus Jan           | Virilstimme                | griechisch-katholischer Erzbischof von Przemyśl | |
| Szczepański Mieczysław           | Städte                     | 11. Wahlkreis Tarnów                            | |
| Szujski Józef                    | Großgrundbesitz            | 11. Wahlkreis Sadec                             | |
| Tarasiewicz Emil                 | Großgrundbesitz            | 3. Wahlkreis Brzeziny                           | |
| Tarnowski Jan                    | Großgrundbesitz            | 12. Wahlkreis Rzeszów                           | am 25. Februar 1881 als Nachfolger von Henryk Kieszowski gewählt.                                                                    |
| Tarnowski Stanisław              | Landgemeinden              | 61. Wahlkreis Tyczyn, Strzyiów                  | |
| Teichmann Ludwik                 | Virilstimme                | Jagiellonen-Universität                         | im Jahr 1878 |
| Then Antoni                      | Landgemeinden              | 73. Wahlkreis Myślenice, Jordanów, Maków        | |
| Towarnicki Ambroży               | Städte                     | 12. Wahlkreis Rzeszów                           | |
| Turzański Albin                  | Landgemeinden              | 47. Wahlkreis Lubaczów, Cieszanów               | |
| Tyszkiewicz Zdzisław             | Landgemeinden              | 70. Wahlkreis Mielec, Zassów                    | |
| Tyszkowski Józef                 | Landgemeinden              | 26. Wahlkreis Dobromil, Ustrzyki, Bircza        | starb 1882 |
| Wasilewski Tadeusz               | Großgrundbesitz            | 4. Wahlkreis Złoczów                            | Am 11. April 1877 als Nachfolger Piotr Gross gewählt, der ein Mandat in einem anderen Wahlkreis annahm                               |
| Waygart Walery                   | Städte                     | 3. Wahlkreis Przemysl                           | |
| Węclewski Zygmunt                | Virilstimme                | Rektor der Universität Lemberg                  | im Jahr 1878/79 |
| Weissman Edward                  | Landgemeinden              | 2. Wahlkreis Gródek, Janow                      | |
| Wemicki Józef                    | Großgrundbesitz            | 5. Wahlkreis Czortków                           | |
| Wereszczyński Józef              | Großgrundbesitz            | 4. Wahlkreis Brzeziny                           | |
| Wesołowski Józef                 | Landgemeinden              | 41. Wahlkreis Złoczów, Gliniany                 | |
| Wierzchlejski Franciszek Ksawery | Virilstimme                | römisch-katholischer Erzbischof von Lemberg     | |
| Wodzicki Henryk                  | Großgrundbesitz            | 2. Wahlkreis Krakau                             | |
| Wodzicki Ludwik                  | Landgemeinden              | 62. Wahlkreis Nowy Sącz, Grybów, Ciężkowice     | |
| Wodziński Marian                 | Landgemeinden              | 60. Wahlkreis Rozwadów, Tarnobrzeg, Nisko       | |
| Wolański Erazm                   | Großgrundbesitz            | 5. Wahlkreis Czortków                           | |
| Wolański Mikolaj                 | Landgemeinden              | 9. Wahlkreis Jazłowiec, Budzanów                | |
| Wolański Władysław               | Landgemeinden              | 30. Wahlkreis Monasterzyska, Buczacz            | |
| Wolfarth Franciszek              | Landgemeinden              | 35. Wahlkreis Kałusz, Wojniłów                  | am 10. März 1880 als Nachfolger von Jakub Kulczycki gewählt                                                                          |
| Zaleskiego Filipa                | Landgemeinden              | 13. Wahlkreis Kosów, Kuty                       | am 10. März 1881 als Nachfolger von Ludwik Buszyński gewählt                                                                         |
| Zamoyski Stefan                  | Landgemeinden              | 16. Wahlkreis Jaroslaw, Sieniawa, Ginilewicz    | |
| Zatorski Maksymilian             | Städte                     | 2. Wahlkreis Krakau                             | wurde als Nachfolger von Mikolay Zyblikiewicz gewählt, der ein Mandat in einem anderen Wahlkreis annahm                              |
| Zborowski Aleksander             | Landgemeinden              | 73. Wahlkreis Myślenice, Jordanów, Maków        | |
| Zbrożek Dominik                  | Städte                     | 13. Wahlkreis Sambor                            | |
| Ziemiałkowski Florian            | Städte                     | 8. Wahlkreis Drohobycz                          | |
| Zoll Fryderyk                    | Virilstimme                | Jagiellonen-Universität                         | im Jahr 1877 |
| Zucker Filip                     | Städte                     | 6. Wahlkreis Brody                              | |
| Żurowski Teofil                  | Landgemeinden              | 25. Wahlkreis Lisko, Baligród, Lutowiska        | |
| Zyblikiewicz Mikołaj             | Landgemeinden              | 50. Wahlkreis Chrzanów, Jaworzno, Krzeszowice   | |
| Żywicki Klemens                  | Großgrundbesitz            | 7. Wahlkreis Ternopil                           | |